# 둥팅호

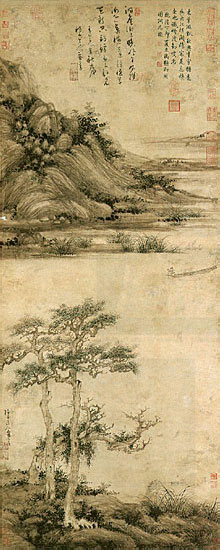
"동정어은", 우전(吴镇 (吳鎮, Wú Zhèn))

둥팅호(중국어: 洞庭湖, 병음: Dòngtíng Hú)는 후난성(湖南省)에 위치한 중국에서 두 번째로 큰 담수호이다. 한 때 중국 최대의 담수호였으나, 4개의 하천에서 흘러드는 퇴적물과 장강의 진흙 및 모래의 유입으로 수역이 점차 축소되어 포양호에 이어 이제는 제2의 담수호로 바뀌었다.
후베이(湖北)와 후난(湖南)은 둥팅호를 기준으로 지어진 이름이다. 수원은 남쪽에서 유입되는데, 굴원이 빠져죽은 상수(湘水)와 자수(資水), 원수(沅水), 예수(澧水) 네 곳의 지류에서 유입이 된다.

## 지리
6월에서 10월은 양쯔강에서 흘러든 물로 호수의 높이가 높아져서 호수의 면적 크기가 확대된다. 보통 2,820 km2이던 호수가 이 시기에는 20,000 km2까지 확장된다.

### 인접 도시
- 웨양시(중국어 간체자: 岳阳, 정체자: 岳陽, 병음: Yuèyáng 악양[*])
- 창더시(중국어: 常德, 병음: Changde 상덕[*])
- 이양시(중국어 간체자: 益阳, 정체자: 益陽, 병음: Yìyáng 익양[*])

|  |

## 문화와 전설
둥팅호는 역사와 문학에서 워낙 유명한 곳이며, 단오절이 시작된 곳이다. 초나라 시인 굴원(屈原)의 시체를 찾아서 동쪽 해안(상수 방향)을 찾는 경기가 용선 경주이다.
호수 가운데, 72개의 봉을 가진 군산(君山)은 도인들의 은신처인 1km의 유명한 섬이다. 이 섬은 또한 군산은침(君山银针)이라는 차로도 유명하다.

### 문학
예로부터 워낙 수많은 시인묵객들의 사랑을 받아온 동정호인지라 그 명성만은 여전하다. 특히 두보가 57세(768년)에 지은 〈등악양루(登岳陽樓)〉는 동정호를 불후의 명승지로 만들었다.
| 昔聞洞庭水 오랜 전에 동정호에 대하여 들었건만 今上岳陽樓 이제야 악양루에 오르게 되었네 吳楚東南瞬 오와 초는 동쪽 남쪽 갈라 서 있고 乾伸日夜浮 하늘과 땅이 밤낮 물 위에 떠 있네 親朋無一字 친한 친구에게조차 편지 한 장 없고 老去有孤舟 늙어가며 가진 것은 외로운 배 한 척 戎馬關山北 싸움터의 말이 아직 북쪽에 있어 憑軒涕泗流 난간에 기대어 눈물만 흘리네 |

## 같이 보기
- 후난성
- 상강 (후난성)